# Frederico Benício de Souza e Costa
Frederico Benício de Souza e Costa ECMC (* 18. Oktober 1875 in Vila Alboim, Pará, Brasilien; † 26. März 1948) war Bischof von Amazonas.

## Leben
Frederico Benício de Souza e Costa empfing am 1. April 1899 das Sakrament der Priesterweihe.
Am 22. September 1904 bestellte ihn Papst Pius X. zum ersten Prälaten von Santarém. Pius X. ernannte ihn am 8. Januar 1907 zum Bischof von Amazonas. Der Präfekt der Kongregation De Propaganda Fide, Girolamo Maria Kardinal Gotti OCD, spendete ihm am 19. März desselben Jahres die Bischofsweihe; Mitkonsekratoren waren der emeritierte Bischof von Belém do Pará, Francisco do Rêgo Maia, und der emeritierte Bischof von São Luís do Maranhão, Antônio Xisto Albano. Die Amtseinführung erfolgte am 2. Juni desselben Jahres.
Papst Pius X. nahm am 16. April 1914 das von Frederico Benício de Souza e Costa vorgebrachte Rücktrittsgesuch an und ernannte ihn zum Titularbischof von Thubunae in Numidia. 1915 trat Frederico Benício de Souza e Costa der Ordensgemeinschaft der Kamaldulenser bei. Er verzichtete 1937 auf das Titularbistum Thubunae in Numidia.